# Bachelor No.2
Albums de Aimee Mann
I'm with Stupid
(1995) Lost in Space
(2002)
Bachelor No.2 est un album d'Aimee Mann sorti en 2000.
Il s'est classé à la 134e place du Billboard 200, à la 30e place en Suède et à la 87e place aux Pays-Bas. Il obtient un score de 89/100 sur Metacritic.

## Liste des titres
1. How am I Different - 5:03
2. Nothing Is Good Enough - 3:10
3. Red Vines - 3:44
4. The Fall of the World's Own Optimist - 3:06
5. Satellite - 4:10
6. Deathly - 5:37
7. Ghost World - 3:30
8. Calling It Quits - 4:09
9. Susan - 3:51
10. Backfire - 3:25
11. It Takes All Kinds - 4:06
12. Save Me - 4:35
13. Just Like Anyone - 1:22
14. You Do - 3:43